# Simon Romanus
Simon Romanus, född 1 februari 1971, är en svensk journalist, programledare, redaktör och TV-producent.
Romanus gick på friskolan Göteborgs högre samskola.[källa behövs] Han har varit programledare och reporter för barnnyhetsprogrammet Lilla Aktuellt i Sveriges Television tillsammans med Isabella Grybe. Han ersatte Pelle Thörnberg som programledare på Lilla Aktuellt i januari 2000. Simon Romanus har även varit redaktör och genom produktionsbolaget Jarowskij, där han också är researcher, producerat en rad kända TV-program, exempelvis Expedition Robinson, Riket, Wild Kids och Roomservice.